# إميليانو بيدروزو
إميليانو بيدروزو (بالإسبانية: Emiliano Pedrozo)‏ هو لاعب كرة قدم سلفادوري وأرجنتيني في مركز الوسط، ولد في 6 يوليو 1972 في لانوس في الأرجنتين. شارك مع منتخب السلفادور لكرة القدم. أما مع النوادي، فقد لعب مع إنديبندينتي ونادي أكويلا ونادي سانتانيكوس أسوشيتد.

## وصلات خارجية
- إميليانو بيدروزو على موقع الاتحاد الدولي (مؤرشف)  (الإنجليزية)
- إميليانو بيدروزو على موقع قاعدة بيانات كرة القدم.إي يو (الإنجليزية)
- إميليانو بيدروزو على موقع ناشيونال فوتبول تيمز (الإنجليزية)